# Anton Bernhard Karl Hakewessel
Anton Bernhard Karl Hakewessel (* 11. Juli 1825 in Berne; † 21. März 1915 in Kassel) war ein preußischer Generalmajor und Kommandant von Glatz.

## Leben

### Herkunft
Seine Eltern waren der Sekretär beim geistlichen Gericht in Vechta August Hakewessel († 1871) und dessen Ehefrau Fredrike, geborene Lewe († 1870).

### Militärkarriere
Hakewessel besuchte das Gymnasium in Vechta und erhielt später Privatunterricht in Oldenburg. Am 29. Mai 1841 trat er als Volontär in das Oldenburgische Infanterie-Regiment ein und avancierte bis Ende September 1847 zum Leutnant. Während der Märzrevolution war er vom 23. April bis zum 18. September 1848 zur Besetzung der Wesermündung abkommandiert. Im Winter 1848/49 war er Lehrer in der Sergeantenschule. Vom 31. März 1849 bis zum 5. September 1853 war Hakewessel zur Organisation des Jägerbataillons nach Birkenfeld und anschließend bis zum 24. September 1855 als Lehrer an der Militärschule in Oldenburg kommandiert. Zum 1. Oktober 1855 schloss sich für ein Jahr seine Kommandierung nach Preußen an, um sich im 3. Infanterie-Regiment mit dem Armeereglement vertraut zu machen.
Am 1. März 1857 folgte seine Ernennung zum Adjutanten des III. Bataillons und am 19. August 1857 die Beförderung zum Oberleutnant. Vom 1. Mai 1859 bis zum 30. April 1861 war Hakewessel als Ordonnanzoffizier zu Großherzog Peter II. kommandiert, den er auf verschiedenen Reisen begleitete. Nach seiner Rückkehr in den Truppendienst stieg er am 31. Dezember 1861 zum Hauptmann und Kompaniechef in seinem Stammregiment auf. Vom 7. März 1864 bis zum 1. November 1865 war er als Führer der Infanterieabteilung in Eutin kommandiert. Während des Deutschen Krieges 1866 kam sein Verband zur preußischen Mainarmee und nahm an den Gefechten bei Hochhausen, Werbach und Gerchsheim sowie bei der Beschießung von Würzburg teil. Für sein Wirken erhielt er das Ritterkreuz II. Klasse des Haus- und Verdienstordens des Herzogs Peter Friedrich Ludwig sowie am 29. September 1866 den Roten Adlerorden IV. Klasse mit Schwertern.
Durch die preußisch-oldenburgischen Militärkonvention trat Hakewessel am 25. September 1867 mit seinem Regiment in den Verbund der Preußischen Armee über. Bei der Mobilmachung anlässlich des Krieges gegen Frankreich wurde er Kommandeur des Ersatz-Bataillons und in dieser Stellung am 26. September 1870 zum Major befördert.
Nach dem Krieg wurde Hakewessel am 25. April 1871 zum Stab des 2. Thüringischen Infanterie-Regiments Nr. 32 nach Meiningen versetzt. Vom 15. April 1873 bis zum 27. September 1874 war er Kommandeur des ebenfalls dort stationierten I. Bataillons und anschließend des Füsilier-Bataillons in Hersfeld. Er stieg am 22. März 1876 zum Oberstleutnant und am 18. September 1880 zum Oberst auf. Unter Stellung à la suite beauftragte man Hakewessel am 11. Dezember 1880 mit der Führung des 3. Ostpreußischen Grenadier-Regiments Nr. 3 und ernannte ihn am 18. Januar 1881 zum Kommandeur. In dieser Eigenschaft erhielt er durch seinen Regimentschef Erzherzog Albrecht von Österreich den Orden der Eisernen Krone II. Klasse sowie am 14. August 1885 den Kronen-Orden II. Klasse. Unter Stellung à la suite seine Regiments wurde Hakewessel am 8. Dezember 1885 als Kommandant nach Glatz versetzt und erhielt am 15. April 1886 den Charakter als Generalmajor. Am 22. März 1888 wurde er in Genehmigung seines Abschiedsgesuches und unter Verleihung des Roten Adlerorden II. Klasse mit Eichenlaub und Schwertern mit Pension zur Disposition gestellt.

Der General der Infanterie von Gottberg sagte am 1. Januar 1885: 

„Oberst Hakewessel ist ein hervorragende tüchtiger Regimentskommandeur, von vornehmer Gesinnung, gediegenem und taktvollem Wesen. In diesem Sinne leitet er sein Offizierskorps. Das sehr gut ausgebildete Regiment wurde von ihm gut vorgestellt, ebenso auch die kombinierte Brigade. Als Truppenführer bewies er volles Verständnis für den Gebrauch und die Zusammenwirkung der einzelnen Waffen wie für die Terrainbenutzung. Ungeachtet seines fortgeschrittenen Alters ist Oberst Hakewessel für die Stellung als Brigadekommandeur geeignet und zu empfehlen.“

### Familie
Hakewessel heiratete am 25. Mai 1866 in Eutin Nanny Wallroth, eine Tochter des Geheimen Kirchenrates, Superintendenten und Hauptpastors von Eutin Anton Friedrich Christoph Wallroth. Das Paar hatte eine Tochter, welche kurz nach der Geburt im September 1867 starb.